# Xã Canaan, Quận Gasconade, Missouri
Xã Canaan (tiếng Anh: Canaan Township) là một xã thuộc quận Gasconade, tiểu bang Missouri, Hoa Kỳ. Năm 2010, dân số của xã này là 5.339 người.